# Ghibli (torpediniera)
La Ghibli è stata una torpediniera di scorta della Regia Marina.

## Storia
Moderna unità della classe Ciclone, concepita appositamente per la scorta dei convogli lungo le insidiate rotte per l'Africa settentrionale, la torpediniera entrò in servizio nel luglio 1943, quando ormai la guerra dei convogli era ormai conclusa. La nave ebbe perciò scarso impiego, restando in servizio per meno di due mesi.
Alla proclamazione dell'armistizio il Ghibli si trovava a La Spezia ai lavori e, non potendo muovere, venne autoaffondata dall'equipaggio il 9 settembre 1943, per evitarne la cattura da parte delle truppe tedesche. 
I tedeschi, tuttavia, recuperarono la nave e la trainarono a Genova per ripararla, ma i lavori non ebbero mai termine ed il 24 aprile 1945 i tedeschi in ritirata autoaffondarono nuovamente la torpediniera nel porto ligure.
Il relitto del Ghibli venne recuperato nel 1947 ed avviato alla demolizione.

Comandanti
Capitano di corvetta Renato Lo Monaco (nato a Napoli il 4 novembre 1909) (luglio - settembre 1943)